# Chilbo-myeon
Chilbo-myeon (koreanska: 칠보면) är en socken i stadskommunen Jeongeup i provinsen Norra Jeolla i den sydvästra delen av  Sydkorea, 220 km söder om huvudstaden Seoul.